# Клеопатра (фильм, 1934)
«Клеопатра» (англ. Cleopatra) — историческая драма 1934 года. Лауреат премии «Оскар» за операторскую работу. Одна из первых звуковых киноверсий истории царицы Клеопатры.
Съёмки фильма пришлись на эпоху египтомании в европейском искусстве. Богатое убранство, украшение и костюмы Клеопатры созданы художником Трэвисом Бэнтоном.

## Сюжет
Сюжет фильма разворачивается в 48 году до н. э. Клеопатра принимает у себя Юлия Цезаря в знак согласия стать частью Римской империи. В Риме она видит гарантию укрепления своей власти в Египте. Она соблазняет Цезаря, но его вскоре убивают. После его смерти всё своё внимание Клеопатра переключает на Марка Антония, стараясь отвлечь его от государственных дел и очаровывая блеском и роскошью своего двора.

## В ролях
- Клодетт Кольбер — Клеопатра
- Уоррен Уильям — Юлий Цезарь
- Генри Вилкоксон — Марк Антоний
- Джозеф Шильдкраут — царь Ирод
- Уильям Фарнум — Марк Эмилий Лепид
- Обри Смит — Гней Домиций Агенобарб
- Ян Кейт — Октавиан
- Джордж Уолш — посланец
- Инез Сибери — служанка Клеопатры
- Роберт Уорик — генерал Ахилла

В титрах не указаны
- Джек Малхолл — римлянин, приветствующий Марка Антония
- Мэри Макларен — римлянка
- Блу Вашингтон — стражник-нубиец

## Награды и номинации
В 1934 году фильм получил премию «Оскар» за лучшую операторскую работу и, кроме того, был номинирован в четырёх категориях:
- Лучший фильм
- Лучший ассистент режиссёра — Каллен Тейт
- Лучший монтаж — Энн Бошенс
- Лучший звук — Франклин Хансен

В следующем году был представлен в международной программе показа Московского кинофестиваля 1935 года.

## Факты
- Актёр-британец Генри Вилкоксон впервые появился в американском кино именно в этом фильме.
- Итальянские зрители приняли фильм очень плохо, а кинокритики Италии назвали его «пародией и фарсом»[3].
- Премьера фильма состоялась 5 октября 1934 года.